# Michael Barrier
Pour les articles homonymes, voir Barrier.
Michael Barrier, né le 15 juin 1940, est un journaliste, avocat et assistant politique américain mais est surtout connu pour son travail d'historien indépendant de l'animation, qui lui a valu un prix Inkpot en 2016.
Il est le fondateur et l'éditeur du magazine Funnyworld sous-titré The World of Animated Films and Comic Art.